# Walter Van Fleet
Le docteur Walter Van Fleet, né le 18 juin 1857 à Piermont (New York) et mort le 26 janvier 1922 à Miami, est un naturaliste américain qui fut à la fois ornithologue, botaniste, horticulteur et rosiériste.

## Biographie
D'ancêtres hollandais, Walter Van Fleet naît à Piermont, puis la famille déménage à Williamsport (Pennsylvanie) et ensuite à Watsontown, dans le même État. Très tôt, il se voue à l'observation de la nature. Il poursuit ses études à Boston, où il collecte des spécimens pour l'université Harvard et d'autres naturalistes. Il est envoyé en voyage d'études en Amérique du Sud pour le muséum de zoologie comparée de l'université Harvard. Il a dix-huit ans lorsque paraît en 1876 sa première publication dans le Bulletin du Nuttall Ornithological Club, première revue scientifique d'ornithologie publiée aux États-Unis et éditée ensuite par Charles Johnson Maynard et Henry Augustus Purdie.
Il retourne avant 1880 en Pennsylvanie où il obtient son diplôme du Hahnemann Medical College. Socialiste utopique, il fait partie pendant quelque temps d'une colonie agricole de la Ruskin Commonwealth Association au Tennessee avant qu'elle ne fasse faillite et exerce la profession de médecin pendant dix ans, puis il se consacre à plein temps à l'horticulture. Il se dévoue surtout à la culture et à l'hybridation des roses, principalement à partir de Rosa rugosa et de Rosa wichuraiana, obtenant des rosiers grimpants remarquables, dont 'Sarah Van Fleet' (croisement entre un hybride de thé et Rosa rugosa), introduit après sa mort en 1926.
Le Dr Van Fleet est l'obtenteur  de vingt-neuf cultivars de rosier entre 1889 et sa mort. En 1905 par exemple, il obtient un hybride de Rosa wichuraiana qui est commercialisé en 1917 par J. T. Lovett sous le nom d' 'Alida Lovett'. En 1921, il présente 'Mary Wallace' (du nom de la fille du ministre de l'agriculture de l'époque). Sept ans plus tard, elle a été choisie comme la rose préférée de l'année de l'American Rose Society et elle gagne plusieurs prix et médailles.
Van Fleet est journaliste spécialiste de l'horticulture pour le Rural New Yorker. De 1909 à sa mort, il travaille pour le ministère de l'agriculture des États-Unis, faisant des hybridations pour la station d'introduction de plantes de Glenn Dale dans le Maryland, dans le domaine des petits fruits, des légumes et des plantes ornementales. Il meurt à Miami, après une opération chirurgicale, à l'âge de soixante-quatre ans. Il est enterré au cimetière de Watsontown.

## Quelques obtentions

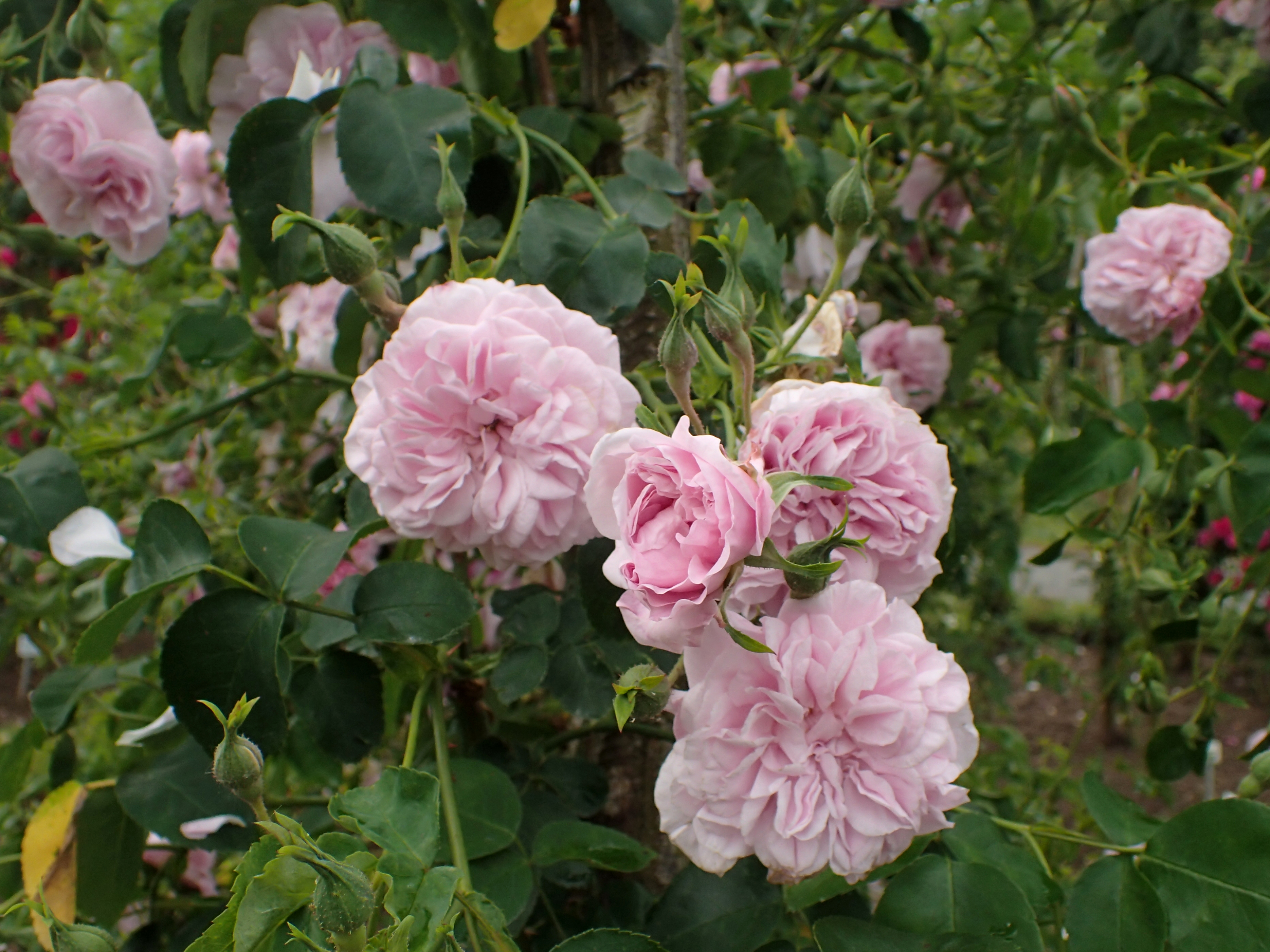
'May Queen' (1898), hybride de Rosa wichuraiana
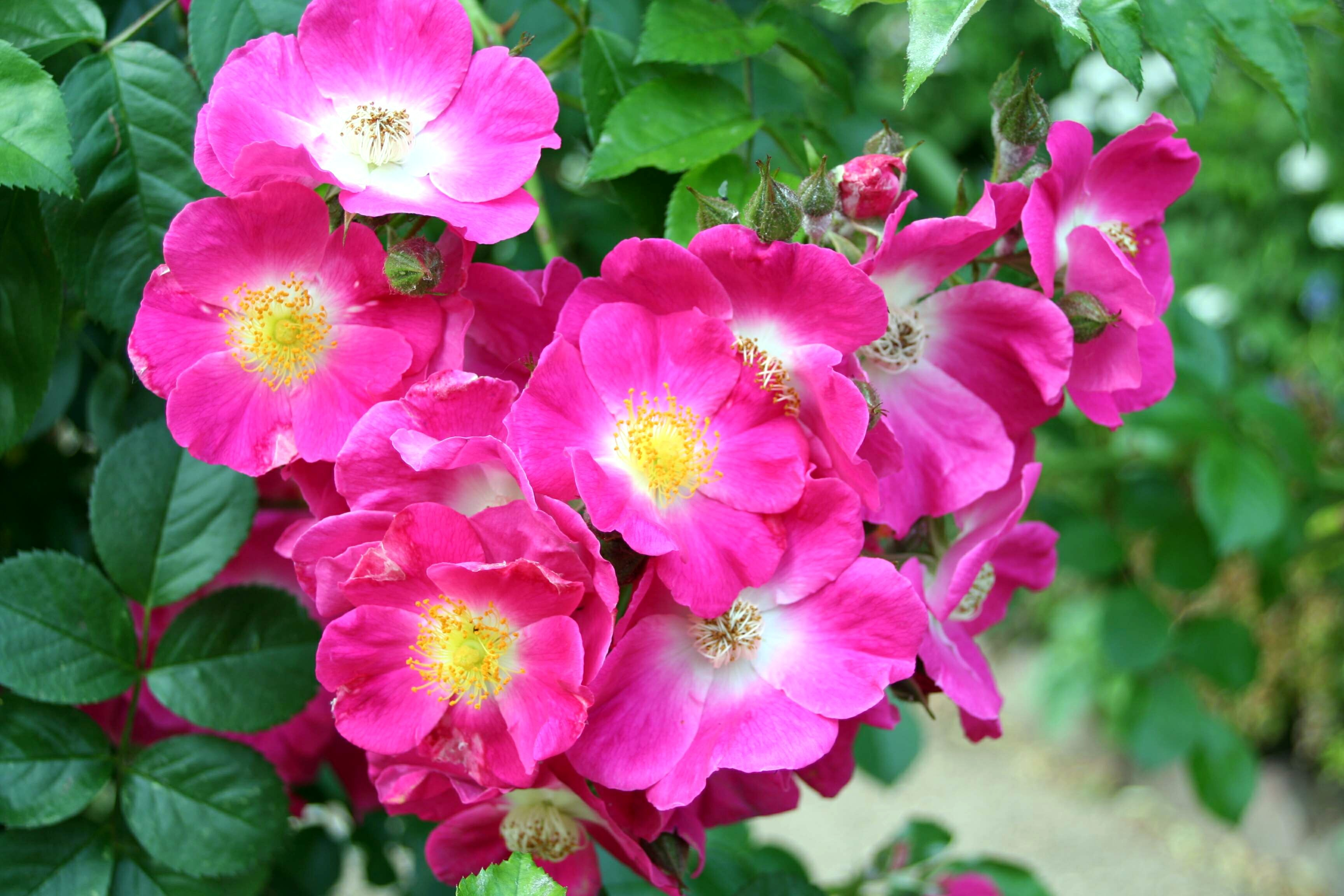
'American Pillar' (1902), hybride de Rosa wichuraiana
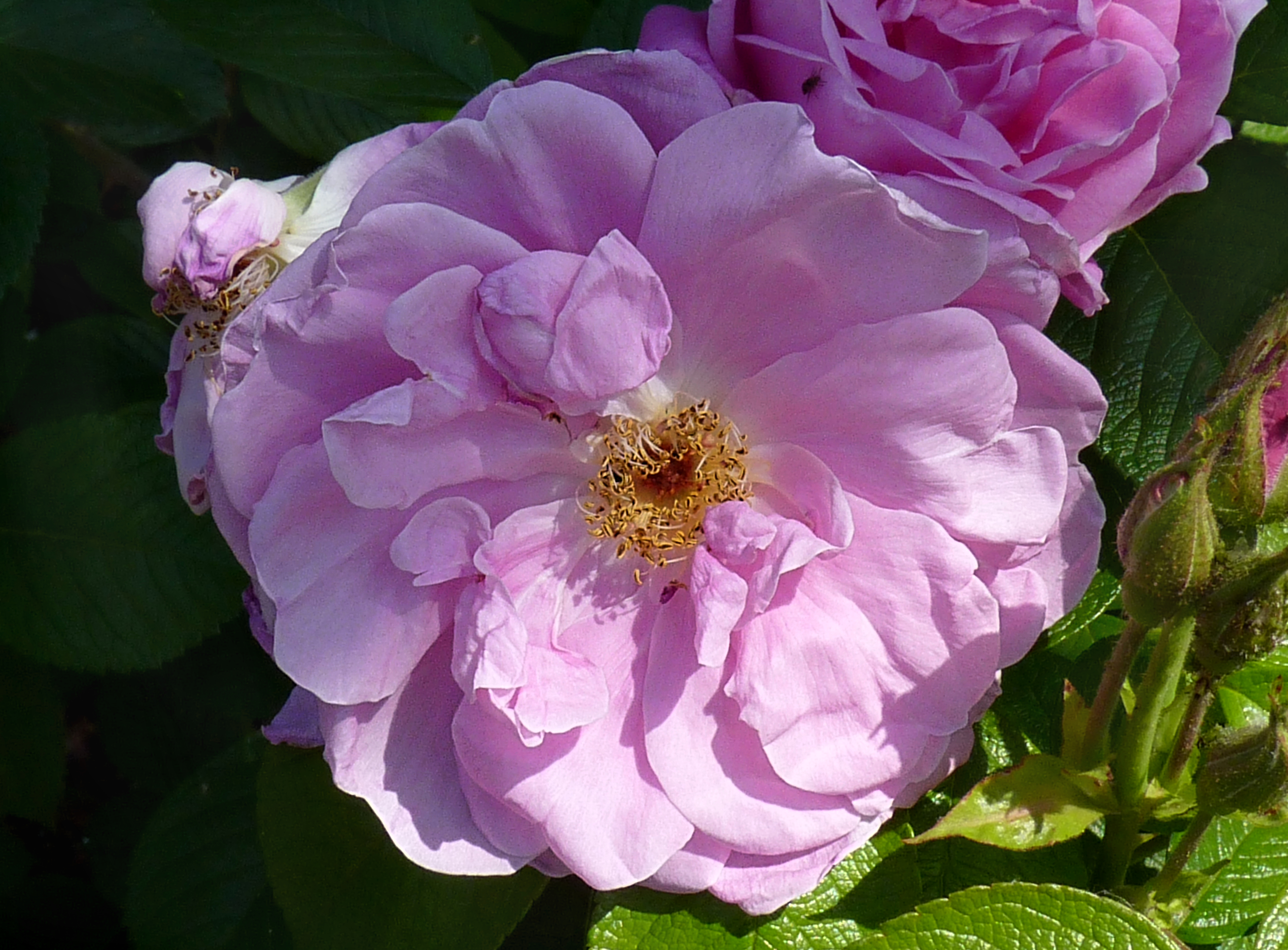
'Sarah Van Fleet' (post mortem 1926), hybride de Rosa rugosa